# Polygrammodes elevata
Polygrammodes elevata là một loài bướm đêm trong họ Crambidae.